# Charaxes
Genre
Charaxes est un genre de lépidoptères (papillons) appartenant à la famille des Nymphalidae, à la sous-famille des Charaxinae et à la tribu des Charaxini.

## Distribution
Le genre Charaxes comprend environ 200 espèces majoritairement distribuées en Afrique tropicale. Plusieurs groupes d'espèces sont également présents dans les régions Orientale et Australasienne (y compris certaines îles du Pacifique). Enfin, le Pacha à deux queues ou Nymphale de l'arbousier (Charaxes jasius) a une très large aire de distribution dont la partie la plus septentrionale englobe le pourtour Méditerranéen.

## Systématique
Le genre Charaxes a été décrit par l'entomologiste allemand Ferdinand Ochsenheimer en 1816. L'espèce type pour le genre est Papilio jasius Linnaeus, 1767.

### Synonymes
- Paphia Fabricius, 1807[3]
- Eriboea Hübner, [1819][4]
- Jasia Swainson, 1832[5]
- Monura Mabille, 1877[6]
- Haridra Moore, [1880][7]
- Zingha Hemming, 1939[8]
- Hadrodontes Stoneham, 1964
- Stonehamia Cowan, 1968

## Taxonomie
La taxonomie du groupe est rendue particulièrement complexe par la description de nouvelles espèces, sous-espèces et formes dans des journaux sans comité de lecture. Bien que cette pratique soit plus accessible aux amateurs et résulte en général en la description d'espèces valides, le manque d'évaluation par des pairs a potentiellement abouti à une inflation taxonomique de certains groupes dans lesquels de nombreuses espèces ne peuvent pas être diagnostiquées. Ainsi, certaines descriptions de nouveaux Charaxes ne sont pas basées sur une analyse des différences par rapport à d'autres espèces supposées proches dans un cadre phylogénétique. Dans de nombreux cas, le manque de caractères diagnostiques rend donc l'identification de ces espèces virtuellement impossible. Par ailleurs, une approche de barcoding (utilisation d'un gène mitochondrial pour l'identification d'espèces) permet de révéler la paraphylie ou la polyphylie de multiples espèces de Charaxes en particulier dans le groupe Africain etheocles. Une analyse complète du genre basé sur l'assemblage d'un jeu de données moléculaire pour la quasi-intégralité des espèces est en cours afin d'étudier cette question.

## Classification
Cette classification est basée sur l'étude phylogénétique moléculaire la plus récente du genre Charaxes. De nombreuses espèces n'ayant pas été placées dans un arbre phylogénétique, leur rattachement à un groupe particulier est basé sur des critères morphologiques dans l'attente d'une nouvelle hypothèse phylogénétique pour le genre.
Sous-genre Charaxes Ochsenheimer, 1816
- Groupe acraeoides
  - Charaxes acraeoides (Druce, 1908)
  - Charaxes fournierae (Le Moult, 1930)
  - Charaxes jolybouyeri (Vingerhoedt, 1998)
- Groupe bernardus
  - Charaxes affinis (Butler, 1865) Charaxes affinis

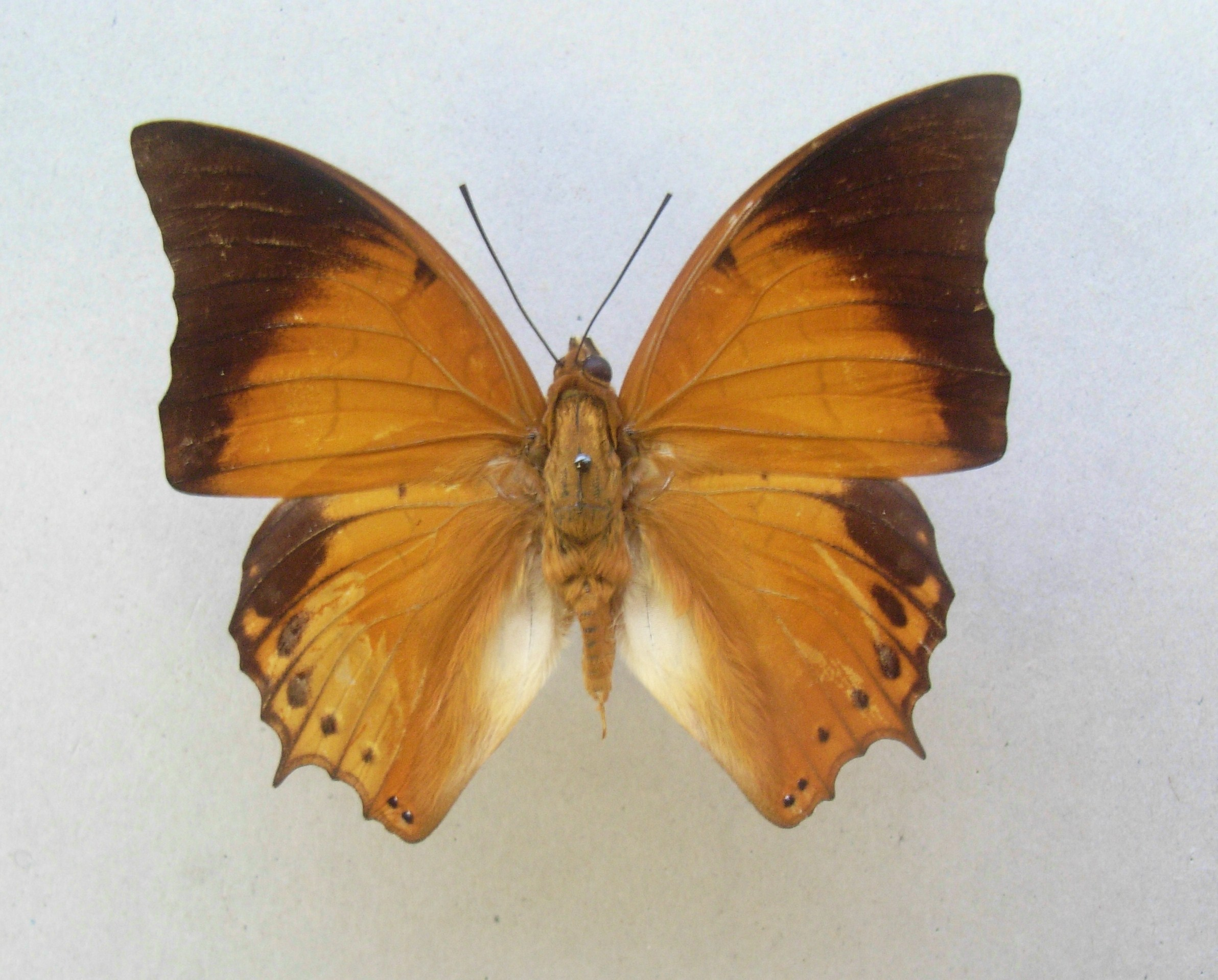
Charaxes affinis

  - Charaxes amycus (C. et R. Felder, 1861)
  - Charaxes antonius (Semper, 1878)
  - Charaxes aristogiton (C. et R. Felder, 1867)
  - Charaxes bernardus (Fabricius, 1793)  Charaxes bernardus

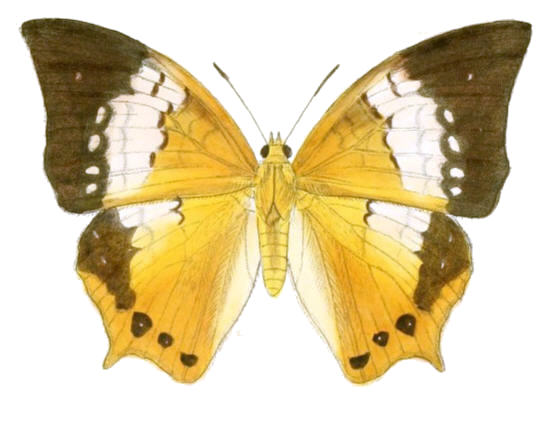
Charaxes bernardus

  - Charaxes borneensis (Butler, 1869)
  - Charaxes bupalus (Staudinger 1889)
  - Charaxes distanti (Honrath, 1885)  Charaxes distanti

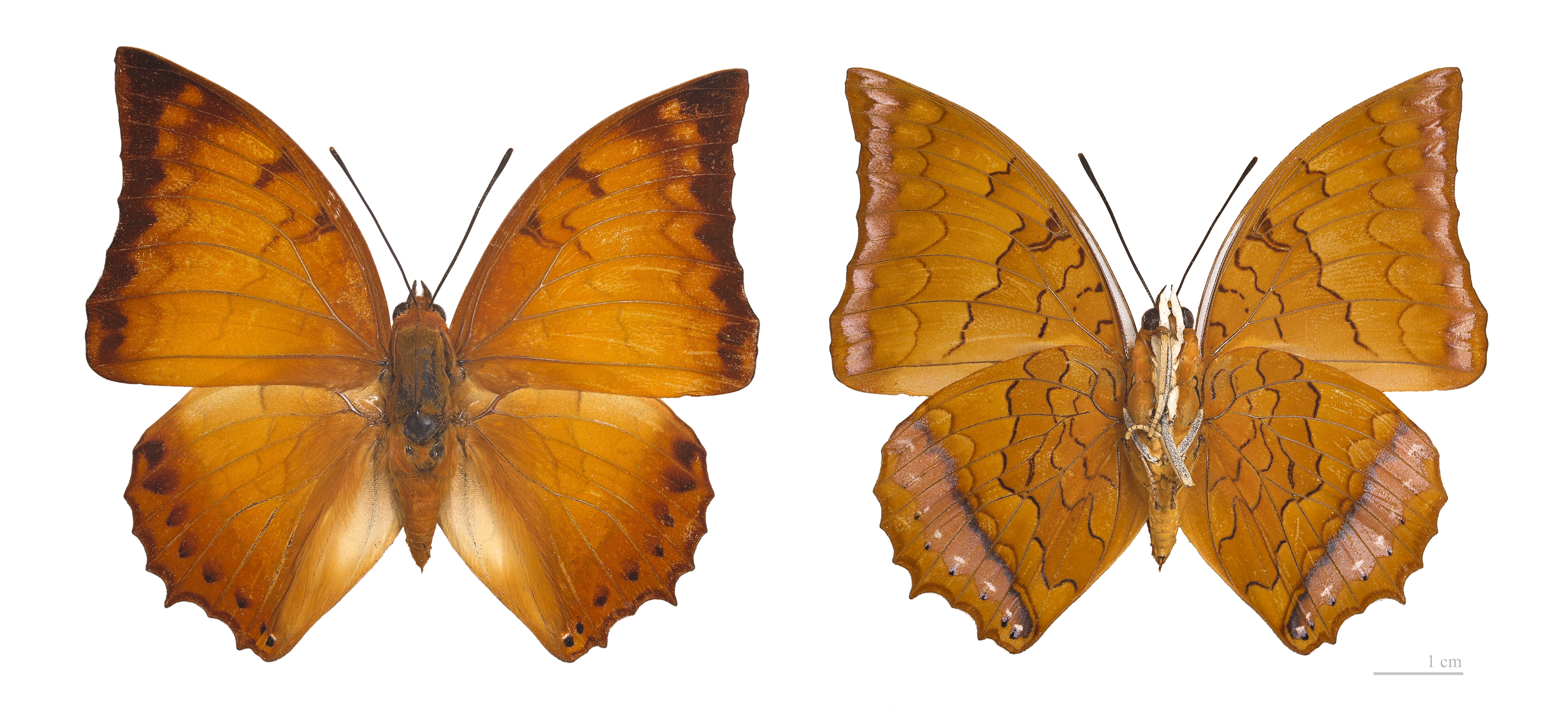
Charaxes distanti

  - Charaxes durnfordi (Distant, 1884)
  - Charaxes elwesi (Joicey et Talbot, 1922)
  - Charaxes eurialus (Cramer, 1779)
  - Charaxes fervens (Butler, 1889)
  - Charaxes harmodius (C. et R. Felder, 1867)
  - Charaxes kahruba (Moore, 1895)
  - Charaxes latona Butler, 1865
  - Charaxes madensis  Rothschild 1899
  - Charaxes marmax Westwood, 1847
  - Charaxes mars Staudinger, 1885
  - Charaxes nitebis Hewitson, 1862
  - Charaxes ocellatus Fruhstorfer, 1896
  - Charaxes orilus (Butler, 1869)
  - Charaxes plateni (Staudinger, 1889)
  - Charaxes psaphon (Westwood, 1847) Charaxes psaphon
- Groupe candiope

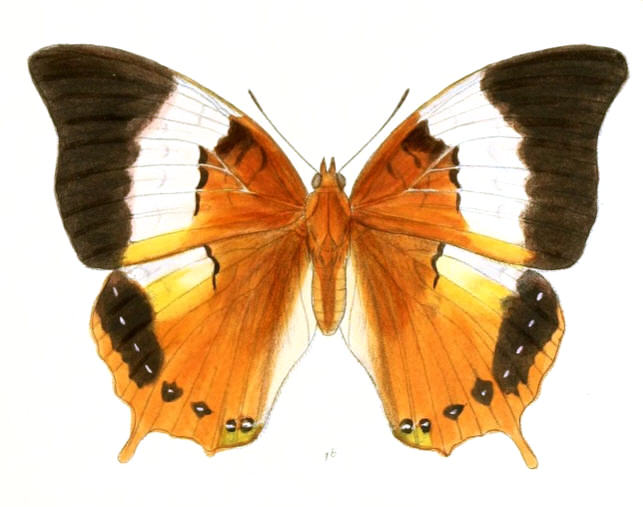
Charaxes psaphon

  - Charaxes antamboulou (Lucas, 1872) Charaxes antamboulou
  - Charaxes candiope (Godart, 1824)
  - Charaxes cowani (Butler, 1878)

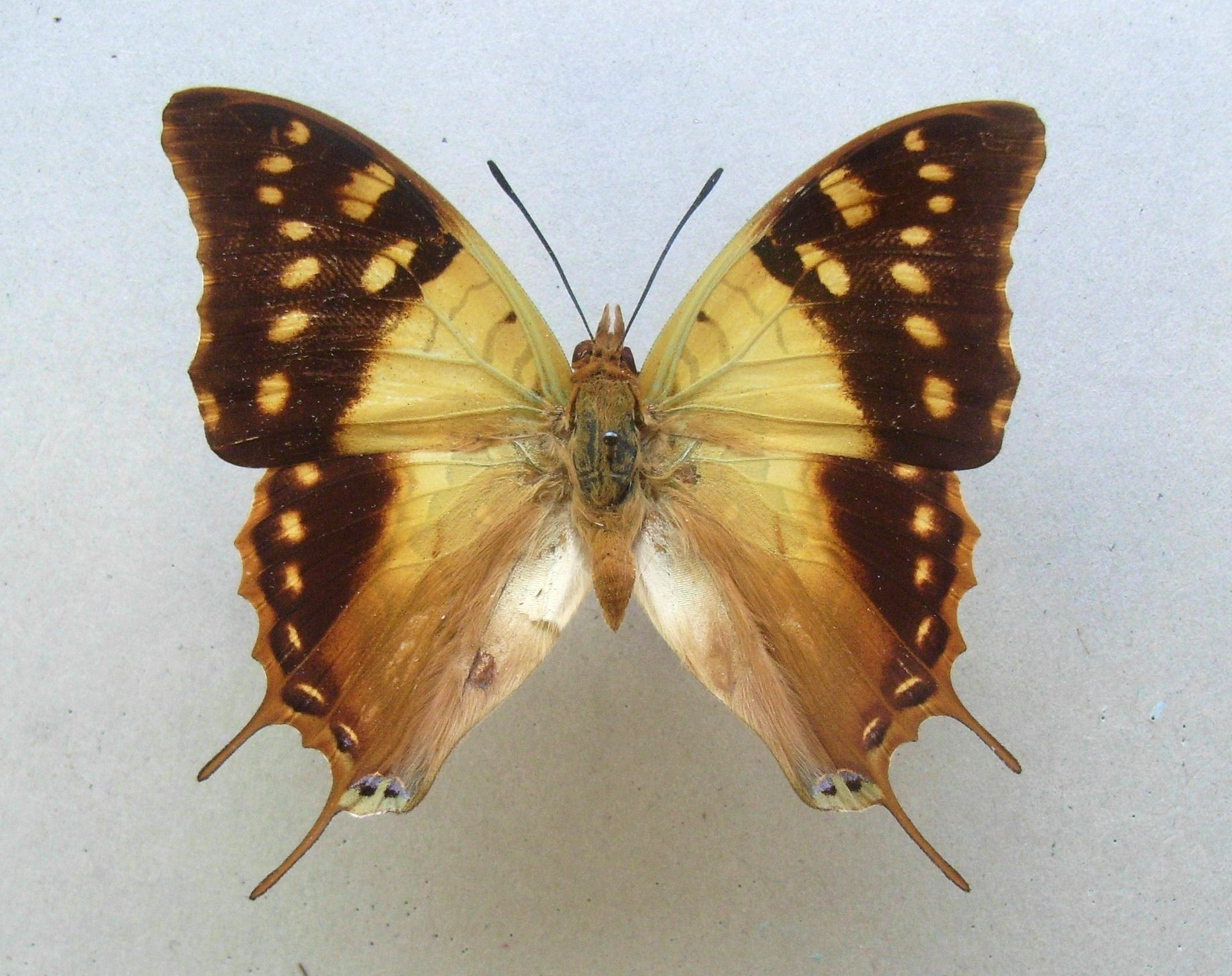
Charaxes antamboulou

  - Charaxes thomasius (Staudinger & Schatz, 1886)
  - Charaxes velox (Ogilvie-Grant, 1899)
- Groupe cynthia
  - Charaxes alticola (Grunberg, 1912)
  - Charaxes boueti (Feisthamel, 1850)
  - Charaxes cynthia (Butler, 1865)
  - Charaxes lasti Grose-Smith, 1889
  - Charaxes macclouni Butler, 1895.
  - Charaxes protoclea Feisthamel, 1850
- Groupe hadrianus
  - Charaxes hadrianus (Ward, 1871)
- Groupe jasius
  - Charaxes andranodorus (Mabille, 1884)
  - Charaxes castor (Cramer, 1775)
  - Charaxes epijasius (Reiche, 1850)
  - Charaxes hansali (Felder, 1867)
  - Charaxes jasius (Linnaeus, 1767) — Nymphale de l'arbousier ou pacha à deux queues ou jason. Espèce type pour le genre.
  - Charaxes legeri Plantrou, 1977
  - Charaxes pelias (Cramer, 1776)
  - Charaxes saturnus (Butler, 1865) Charaxes pelias

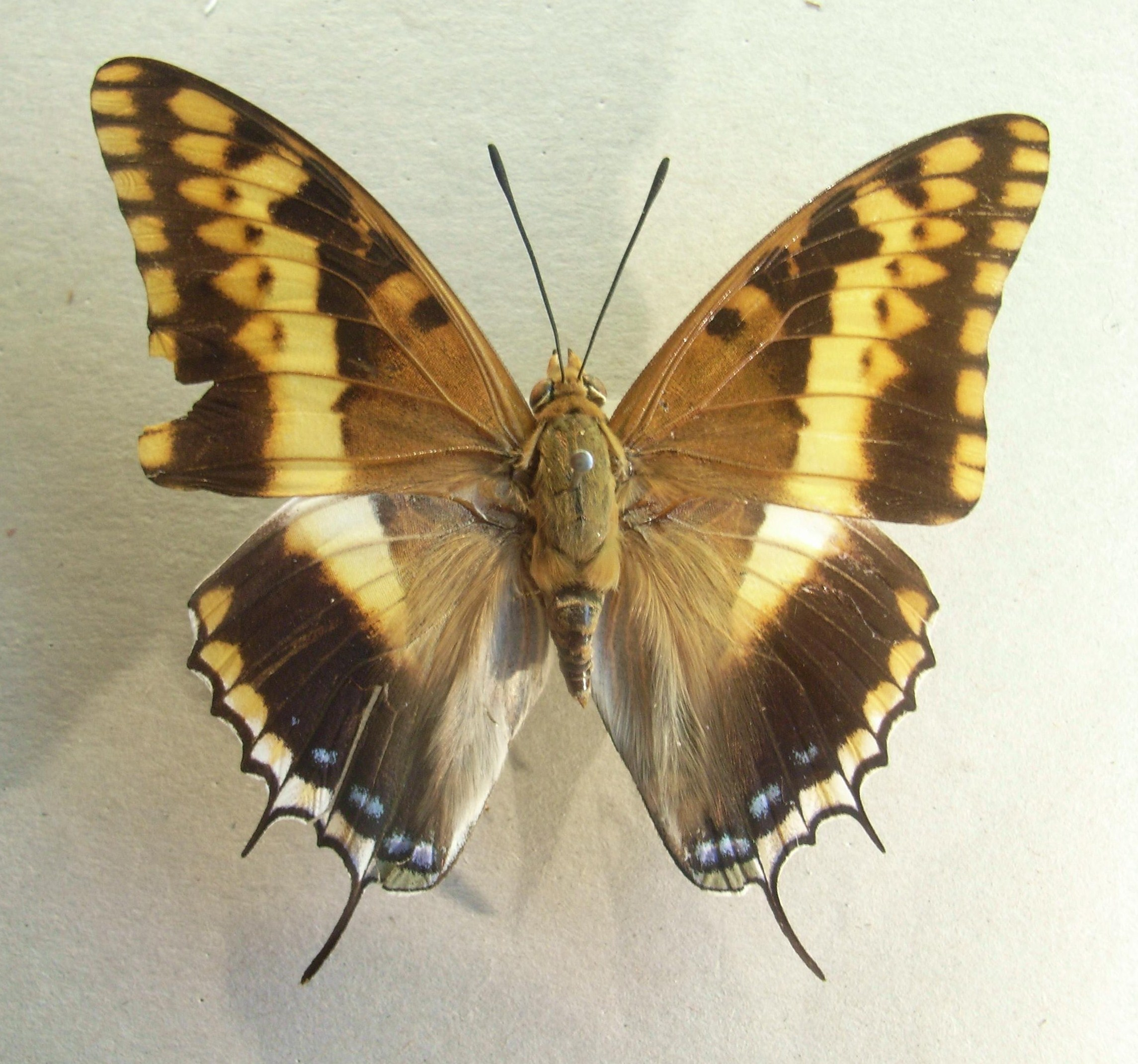
Charaxes pelias

  - Charaxes phraortes Doubleday, 1847
- Groupe lucretius
  - Charaxes ansorgei (Rothschild, 1897)
  - Charaxes antiquus (Joicey et Talbot, 1926)
  - Charaxes biokoensis (Canu, 1989)
  - Charaxes brutus (Cramer, 1779) Charaxes brutus

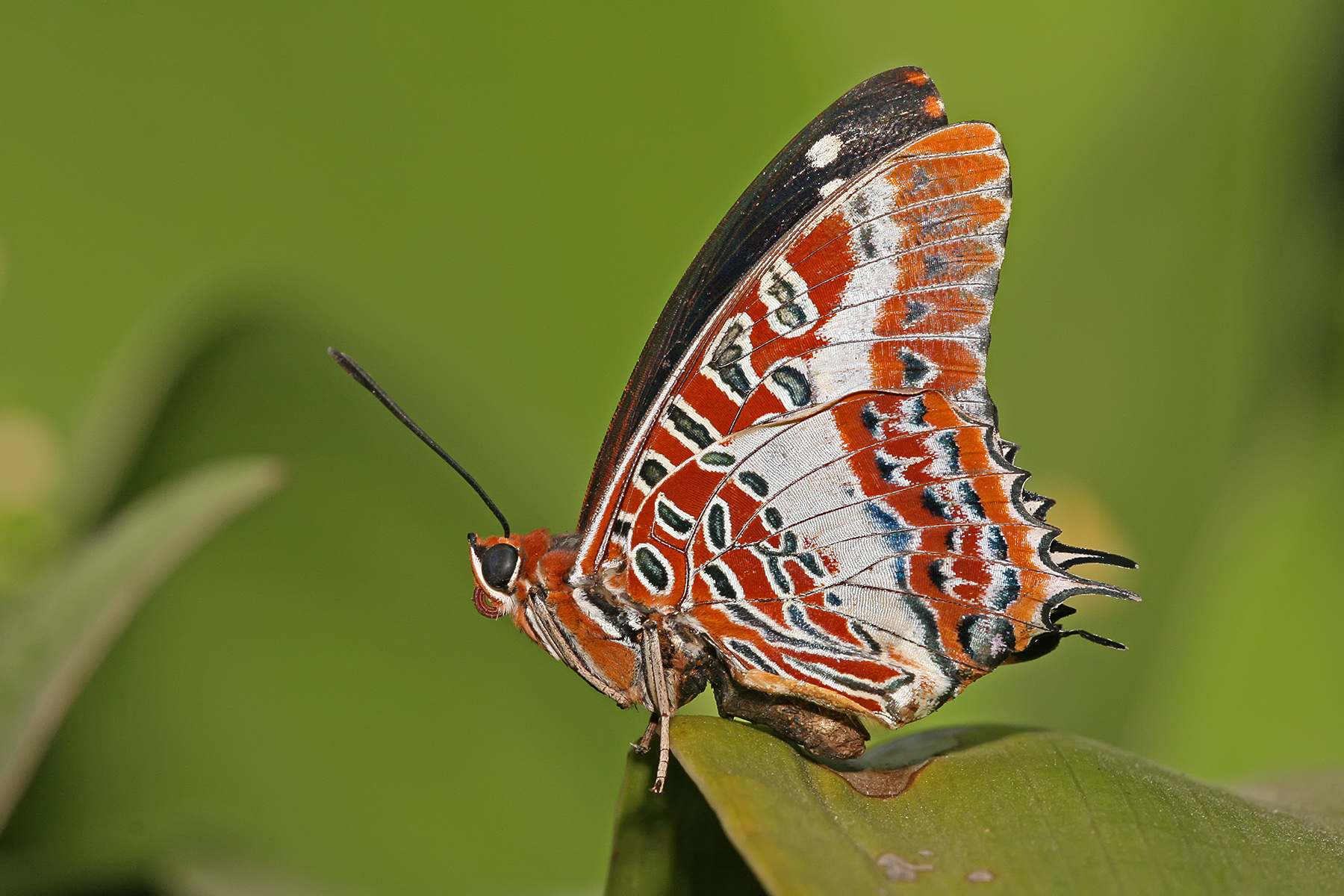
Charaxes brutus

  - Charaxes dowsetti (Henning, 1988)
  - Charaxes druceanus (Butler, 1869)
  - Charaxes ducarmei (Plantrou, 1982)
  - Charaxes eudoxus (Drury, 1782)
  - Charaxes junius Oberthur, 1880 Charaxes jasiusMHNT

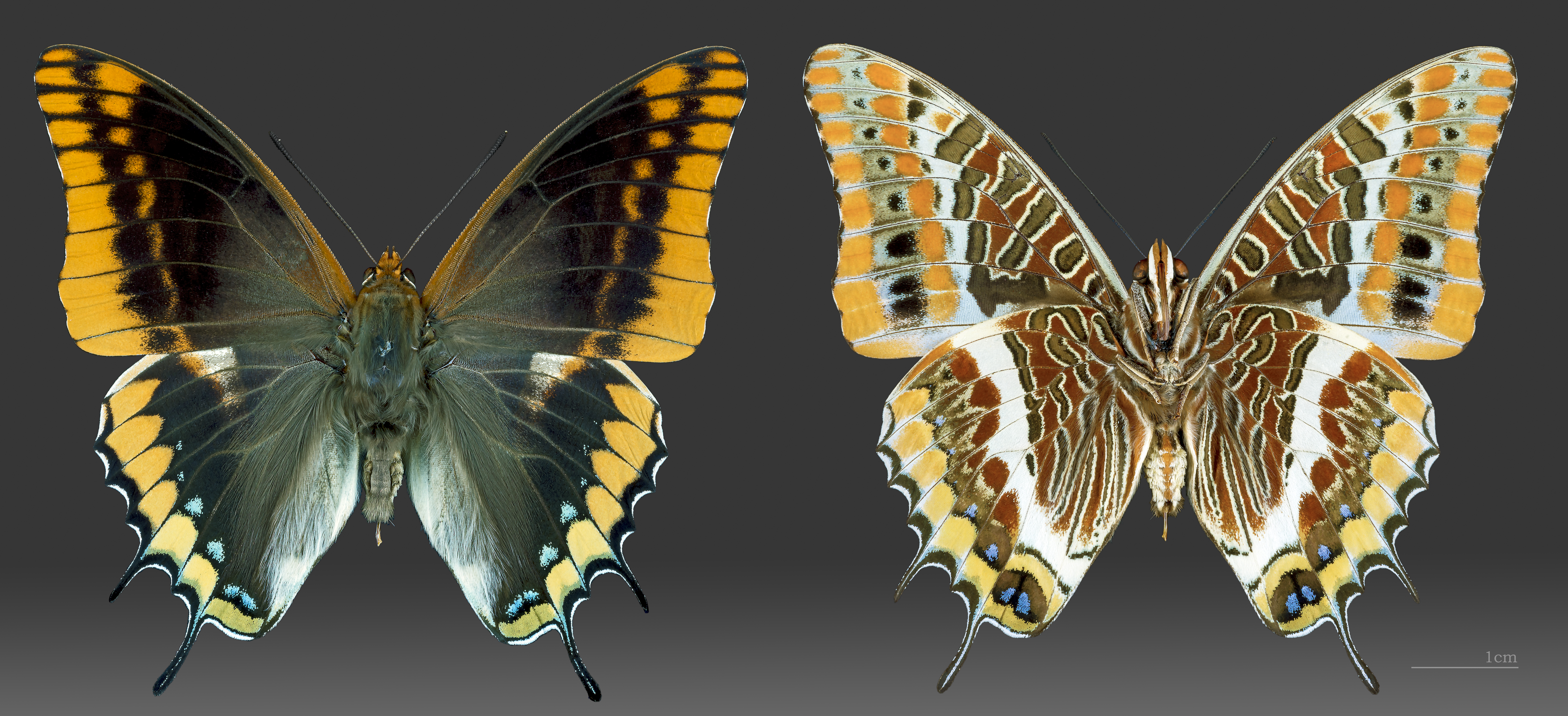
Charaxes jasiusMHNT

  - Charaxes lactetinctus Karsch, 1892
  - Charaxes lemosi Joicey et Talbot, 1927
  - Charaxes lucretius (Cramer, 1777)
  - Charaxes lucyae van Someren, 1975
  - Charaxes musakensis Darge, 1973.
  - Charaxes octavus Minig, 1971
  - Charaxes odysseus Staudinger, 1892
  - Charaxes phoebus Butler, 1865.
  - Charaxes pollux (Cramer, 1775)
  - Charaxes richelmanni (Röber, 1936)
  - Charaxes tectonis (Jordan, 1937)
- Groupe nobilis
  - Charaxes nobilis Druce, 1873
  - Charaxes superbus (Schultz, 1908)
- Groupe tiridates
  - Charaxes ameliae (Doumet, 1861)
  - Charaxes barnsi (Joicey et Talbot, 1927)
  - Charaxes bipunctatus (Rothschild, 1894)
  - Charaxes bohemani (Felder, 1859)
  - Charaxes cithaeron (Felder, 1859)
  - Charaxes imperialis (Butler, 1874)
  - Charaxes mixtus Rothschild, 1894
  - Charaxes monteiri Staudinger, 1885
  - Charaxes murphyi Collins, 1987
  - Charaxes nandina Rothschild et Jordan, 1901
  - Charaxes numenes (Hewitson, 1859)  Charaxes numenes - Muséum de Toulouse
  - Charaxes phenix Turlin & Lequeux 1993

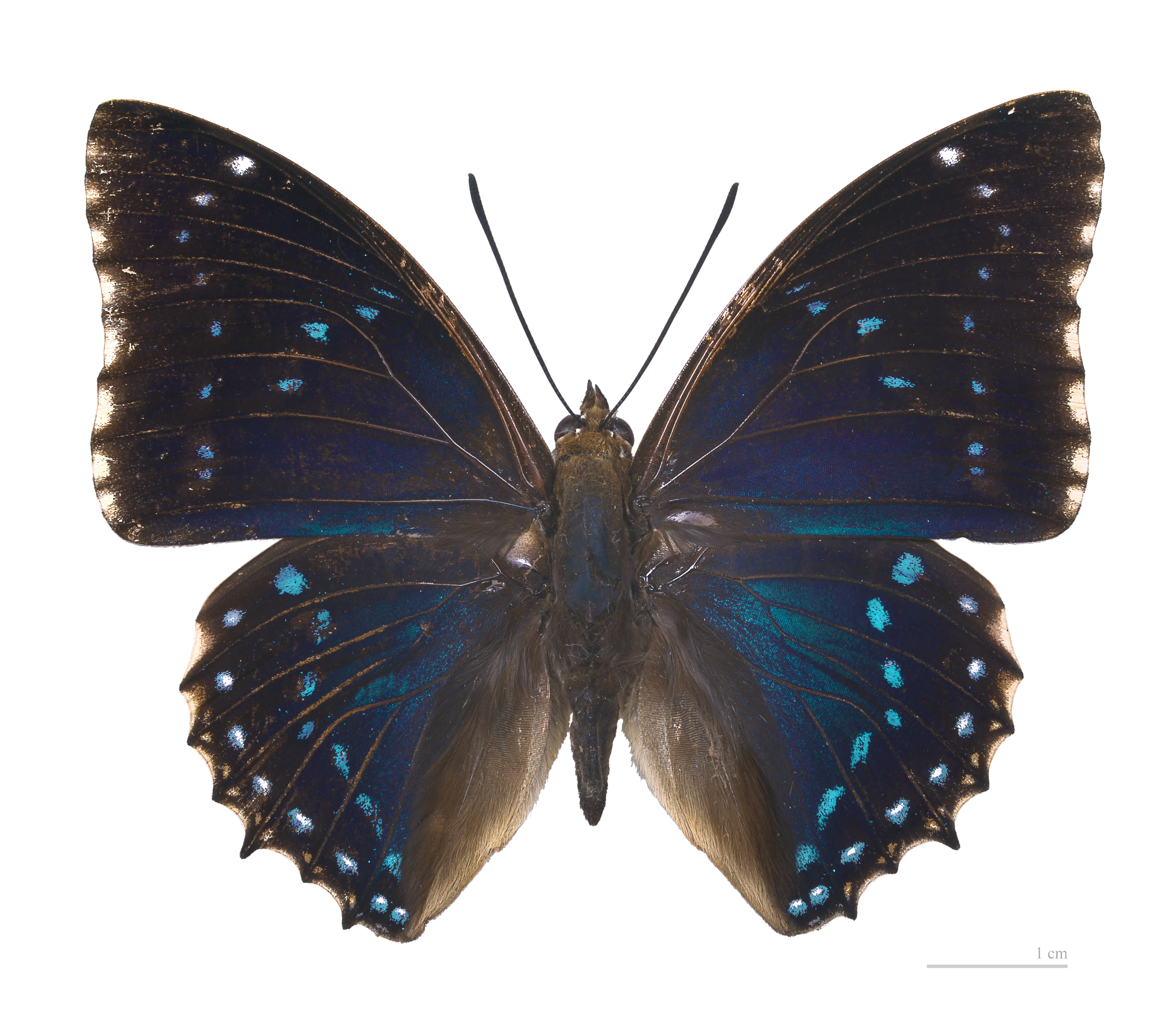
Charaxes numenes - Muséum de Toulouse

  - Charaxes pythodoris (Hewitson, 1873)
  - Charaxes smaragdalis (Butler, 1865)
  - Charaxes tiridates (Cramer, 1777) Charaxes tiridates

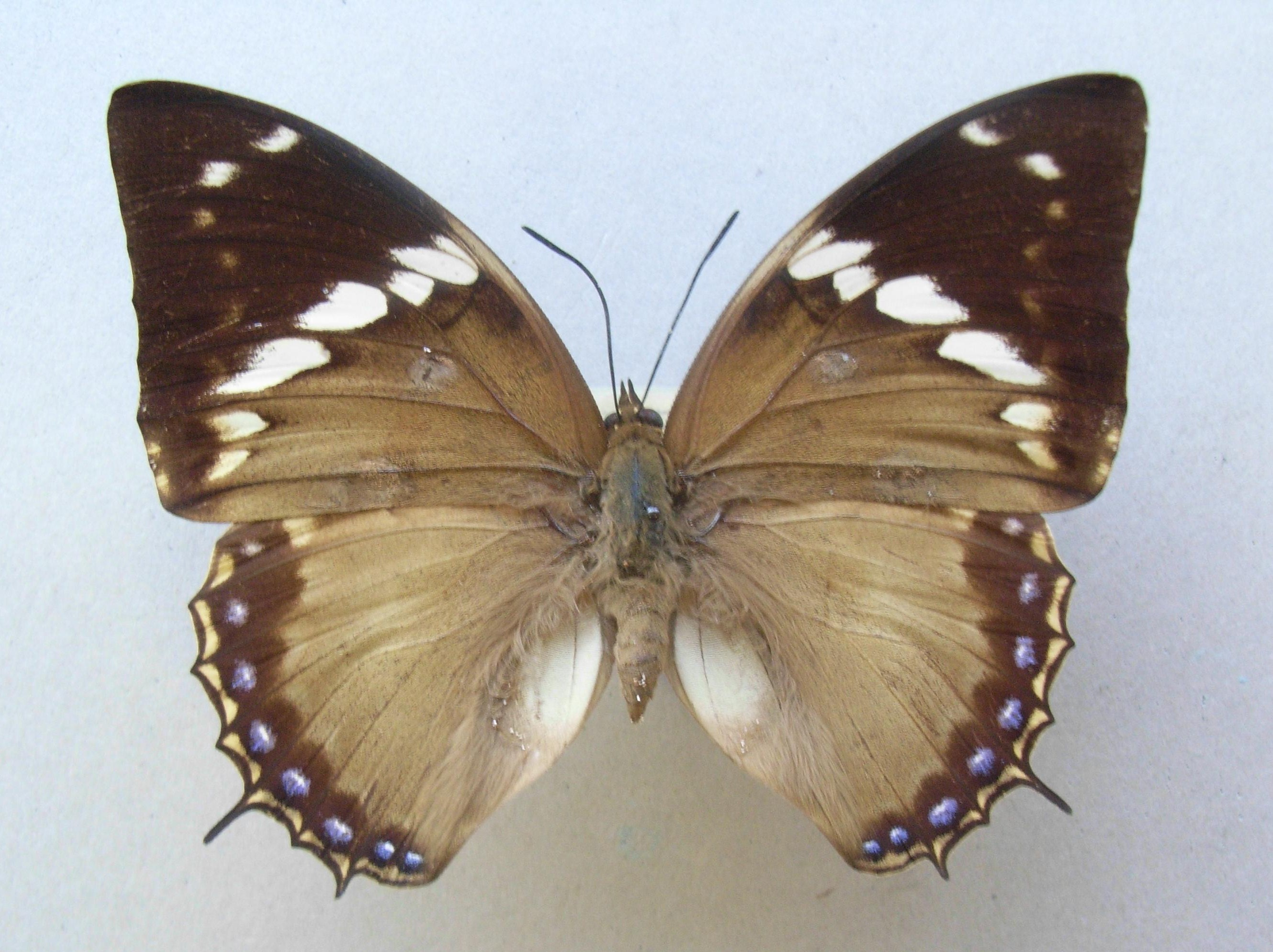
Charaxes tiridates

  - Charaxes violetta (Grose-Smith, 1885)
  - Charaxes xiphares (Cramer, 1781)
- Groupe varanes
  - Charaxes acuminatus (Thurau, 1903)
  - Charaxes analava (Ward, 1872)
  - Charaxes balfouri (Butler, 1881)
  - Charaxes defulvata (Joicey et Talbot, 1926)
  - Charaxes fulvescens (Aurivillius, 1891)
  - Charaxes nicati (Canu, 1991)
  - Charaxes obudoensis van Someren, 1969
  - Charaxes saperanus (Poulton, 1926)
  - Charaxes varanes (Cramer, 1764) Charaxes varanes - Muséum de Toulouse
- Groupe zingha
  - Charaxes zingha (Stoll, 1780)

Sous-genre Eriboea Hübner 1819
- Groupe anticlea
  - Charaxes anticlea (Drury, 1782)

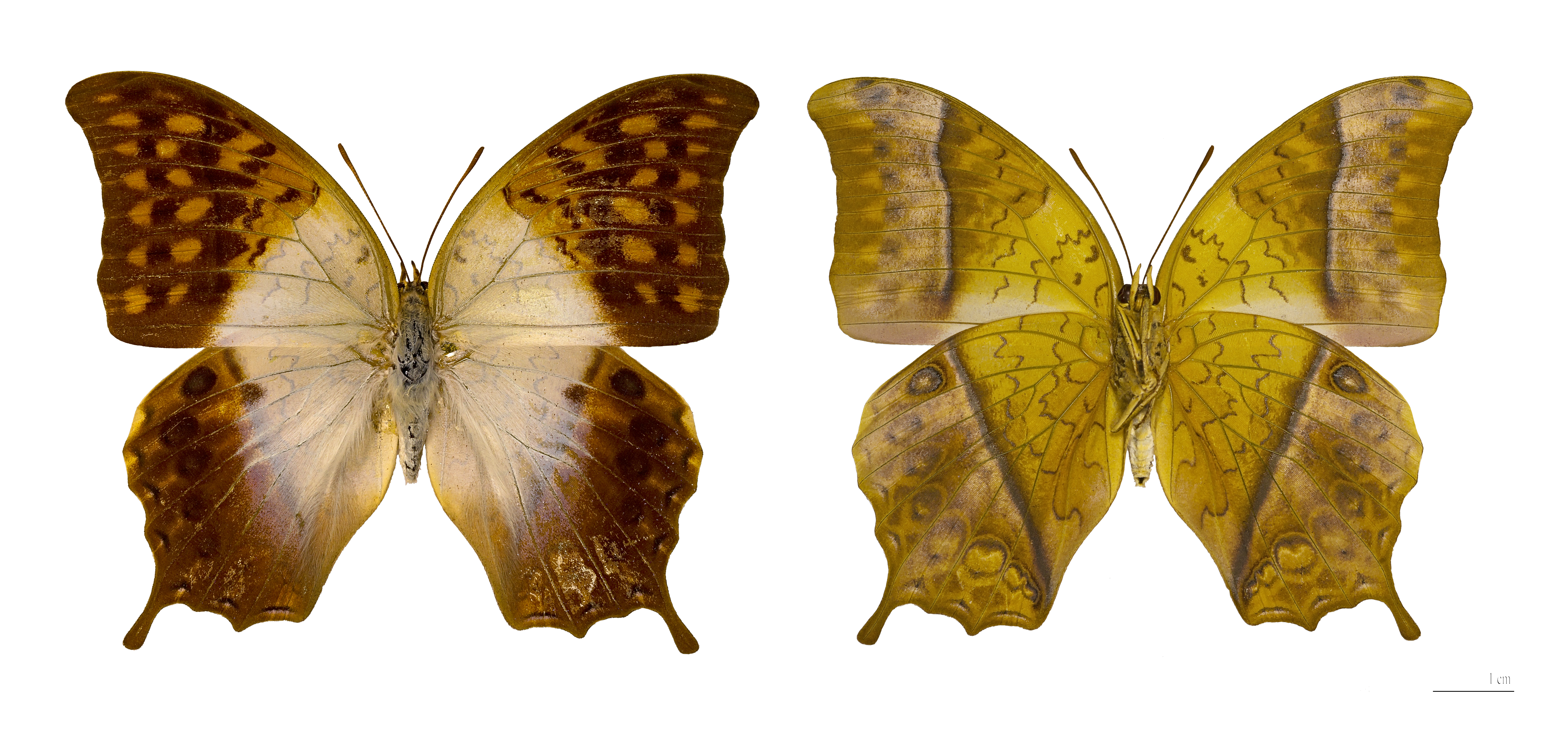
Charaxes varanes - Muséum de Toulouse

  - Charaxes baumanni (Rogenhöfer, 1891)
  - Charaxes opinatus Heron, 1909
  - Charaxes taverniersi (Berger, 1975)
  - Charaxes thysi (Capronnier, 1889)
- Groupe etesipe
  - Charaxes achaemenes (Felder, 1867)
  - Charaxes etesipe (Godart, 1824)
  - Charaxes paradoxa Lathy, 1926
  - Charaxes penricei Rothschild, 1900
  - Charaxes tavetensis (Rothschild, 1894)
  - Charaxes viossati (Canu, 1991)
- Groupe etheocles
  - Charaxes angelae (Minig, 1975)
  - Charaxes aubyni (van Someren et Jackson, 1952)
  - Charaxes baileyi (van Someren, 1958)
  - Charaxes bernstorffi (Rydon 1982)
  - Charaxes berkeleyi (van Someren et Jackson, 1957)
  - Charaxes blanda (Rothschild, 1897)
  - Charaxes bocqueti (Minig, 1975)
  - Charaxes cacuthis (Hewitson, 1863)
  - Charaxes catachrous (van Someren et Jackson, 1952)
  - Charaxes cedreatis (Hewitson 1874)
  - Charaxes chepalungu (van Someren, 1969)
  - Charaxes chintechi (van Someren, 1975)
  - Charaxes congdoni (Collins, 1988)
  - Charaxes contrarius (Weymer, 1907)
  - Charaxes diversiforma (van Someren et Jackson, 1957)
  - Charaxes ethalion (Boisduval, 1847)
  - Charaxes etheocles (Cramer, 1777)
  - Charaxes fionae (Henning, 1977)
  - Charaxes fulgurata (Aurivillius, 1889)
  - Charaxes galawadiwosi (Plantrou et Rougeot, 1979)
  - Charaxes gallagheri (van Son, 1962)
  - Charaxes grahamei (van Someren, 1969)
  - Charaxes guderiana (Dewitz, 1879)
  - Charaxes howarthi (Minig 1976)
  - Charaxes karkloof van Someren et Jackson, 1957
  - Charaxes kheili Staudinger, 1896 Charaxes kheili - Muséum de Toulouse
  - Charaxes kirki Butler, 1881

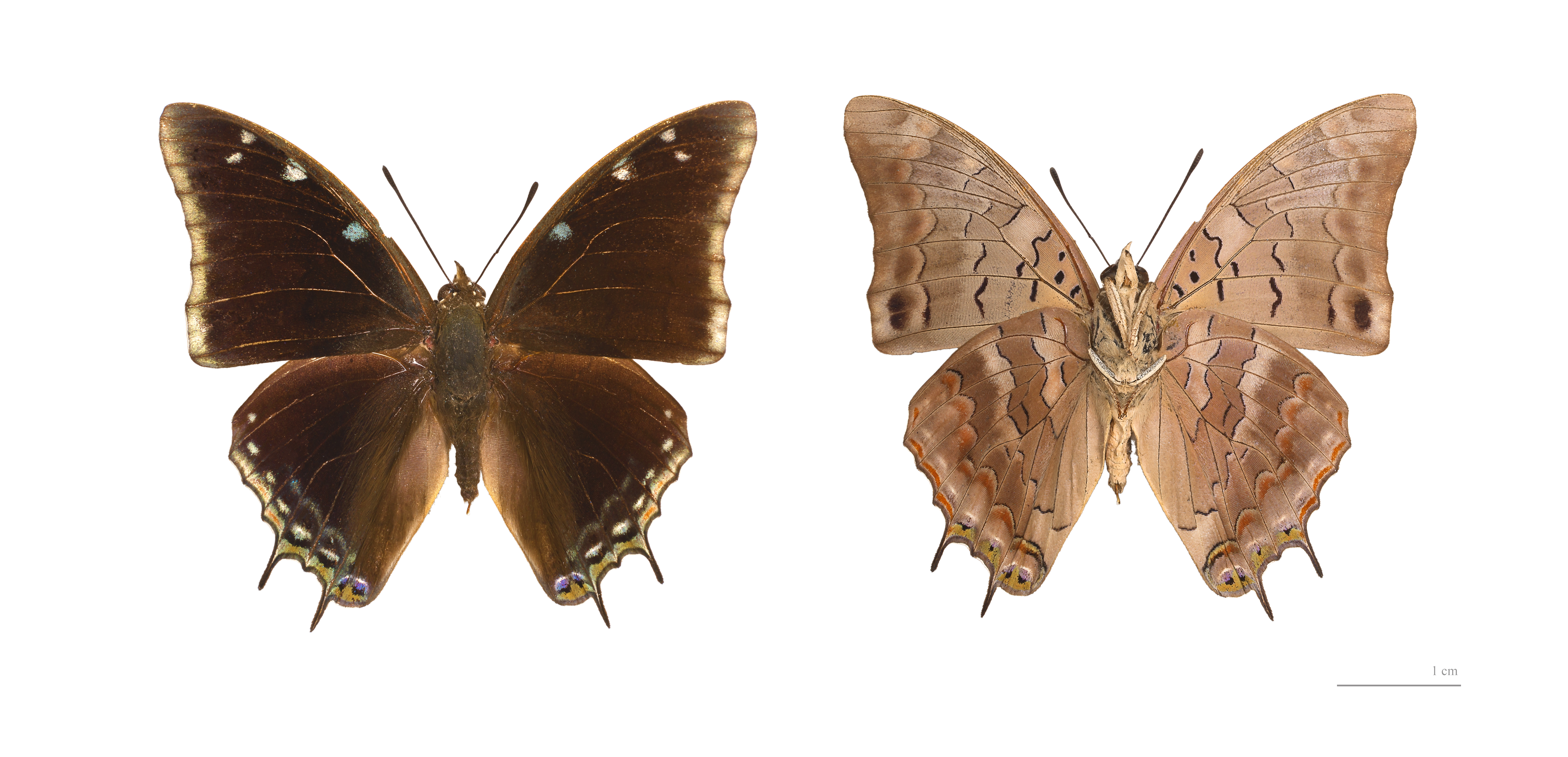
Charaxes kheili - Muséum de Toulouse

  - Charaxes loandae van Someren, 1969
  - Charaxes maccleeryi van Someren 1972
  - Charaxes mafuga van Someren, 1969
  - Charaxes manica Trimen, 1894
  - Charaxes margaretae Rydon, 1980
  - Charaxes marieps van Someren et Jackson, 1957
  - Charaxes martini van Someren, 1966
  - Charaxes northcotti Rothschild, 1899
  - Charaxes pembanus Jordan, 1926
  - Charaxes petersi van Someren, 1969
  - Charaxes phaeus Hewitson, 1877
  - Charaxes plantroui Minig, 1975
  - Charaxes pondoensis van Someren, 1967
  - Charaxes sidamo (Plantrou et Rougeot, 1979)
  - Charaxes turlini Minig et Plantrou, 1978
  - Charaxes usambarae van Someren et Jackson, 1952
  - Charaxes vansoni van Someren, 1975.
  - Charaxes variata (van Someren, 1969)
  - Charaxes viola (Butler, 1865)
  - Charaxes virilis (Rothschild, 1900)
- Groupe eupale
  - Charaxes dilutus (Rothschild, 1898)
  - Charaxes eupale (Drury, 1782)
  - Charaxes montis Jackson, 1956
  - Charaxes schiltzei (Bouyer, 1991)
  - Charaxes schultzei (Röber, 1936)
  - Charaxes subornatus (Schultze, 1917)
- Groupe hildebrandti
  - Charaxes hildebrandti (Dewitz, 1879)
- Groupe jahlusa
  - Charaxes jahlusa (Trimen, 1862).
- Groupe solon
  - Charaxes solon (Fabricius, 1793) Charaxes solon - Muséum de Toulouse

Sous-genre Euxanthe Hübner, 1819
- Groupe Euxanthe
  - Charaxes crossleyi (Ward, 1871)

Charaxes solon - Muséum de Toulouse

  - Charaxes eurinome (Cramer, [1775])
  - Charaxes madagascariensis (Lucas, 1843)
  - Charaxes tiberius Grose-Smith, 1889
  - Charaxes trajanus (Ward, 1871)
  - Charaxes wakefieldi (Ward, 1873)
- Groupe lycurgus
  - Charaxes doubledayi (Aurivillius, 1899)
  - Charaxes laodice (Druce, 1782).
  - Charaxes lycurgus (Fabricius, 1793)
  - Charaxes mycerina (Godart, 1824)
  - Charaxes porthos Grose-Smith, 1883
  - Charaxes zelica (Butler, 1869)

Sous-genre Polyura Billberg, 1820 (une phylogénie plus récente de ce sous-genre dénombre deux groupes distincts supplémentaires[réf. souhaitée])
- Groupe athamas:
  - Charaxes agrarius (Swinhoe 1887)

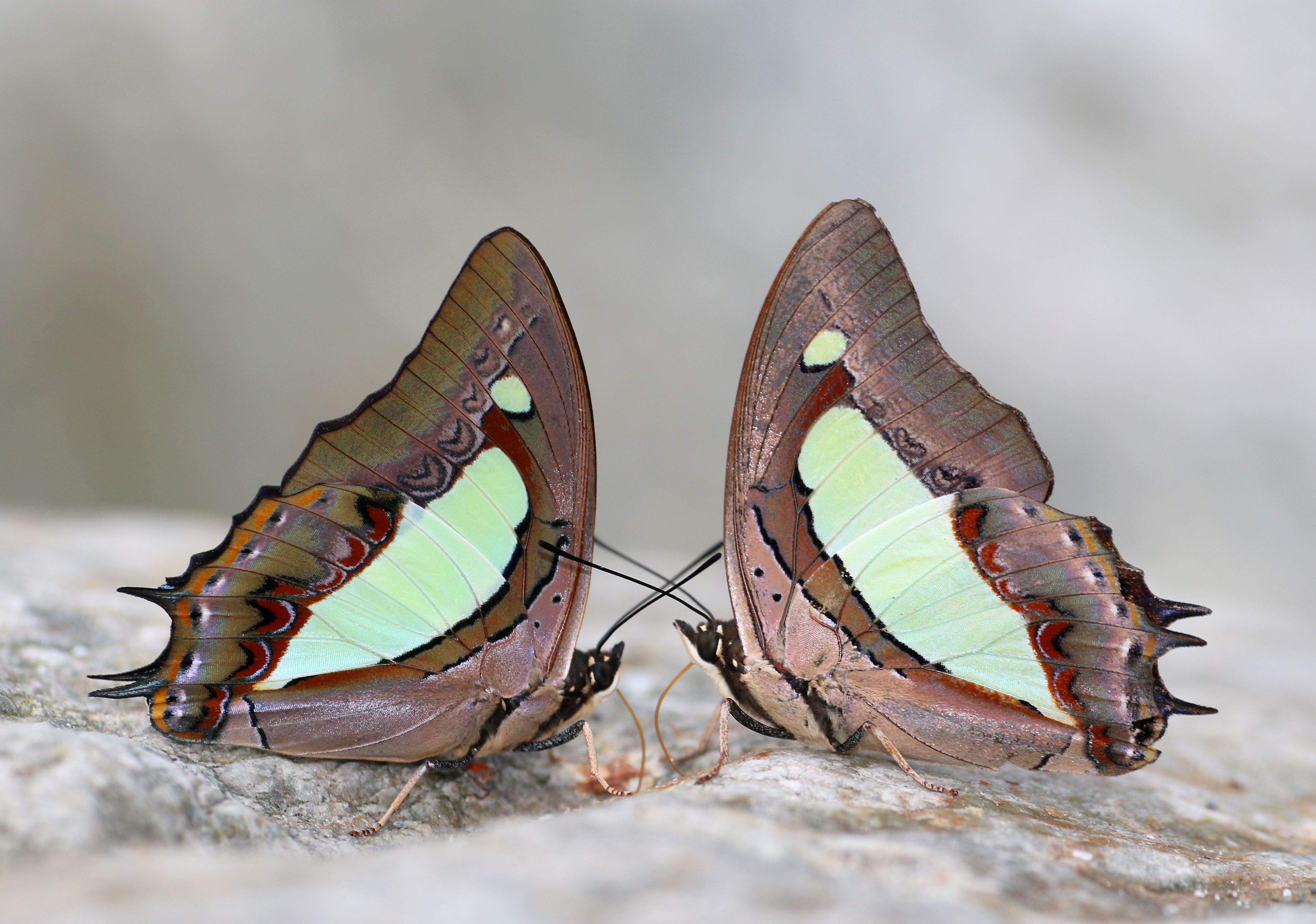
Charaxes bharata en mud-puddling. Avril 2022.

  - Charaxes alphius (Staudinger, 1886)
  - Charaxes arja (C. et R: Felder, 1867)
  - Charaxes athamas (Drury, 1773)
  - Charaxes bharata (Felder & Felder, 1867)
  - Charaxes jalysus (Felder & Felder, 1867)
  - Charaxes hebe (Butler, 1866)
  - Charaxes luzonicus (Rothschild, 1899)
  - Charaxes moori (Distant, 1883)
  - Charaxes paulettae (Toussaint, 2015)
  - Charaxes schreiber (Godart, 1824)
- Groupe eudamippus:
  - Charaxes delphis (Doubleday, 1843)
  - Charaxes dolon (Westwood, 1847)
  - Charaxes eudamippus (Doubleday, 1843)
  - Charaxes narcaeus (Hewitson, 1854)
  - Charaxes nepenthes (Grose-Smith, 1883)
  - Charaxes posidonius (Leech, 1891)
  - Charaxes weismanni (Fritze 1894)
- Grouple pleione:
  - Charaxes paphianus Ward, 1871
  - Charaxes pleione (Godart, 1824)
- Groupe pyrrhus:
  - Charaxes andrewsi (Butler, 1900)
  - Charaxes attila (Grose-Smith, 1889)
  - Charaxes bicolor (Turlin & Sato 1995)
  - Charaxes caphontis (Hewitson, 1874)
  - Charaxes clitarchus (Hewitson, 1874)
  - Charaxes cognatus (Vollenhoven, 1861)
  - Charaxes dehanii (Westwood, 1850)
  - Charaxes epigenes (Godman et Salvin, 1888)
  - Charaxes gamma (Lathy, 1888)
  - Charaxes gilolensis (Butler, 1869)
  - Charaxes inopinatus (Röber, 1939)
  - Charaxes jupiter (Butler, 1869)
  - Charaxes pyrrhus (Linnaeus, 1758)
  - Charaxes sacco (Smart 1977)
  - Charaxes sempronius (Fabricius, 1793)
  - Charaxes smilesi (Toussaint, 2015)

- Groupe zoolina
  - Charaxes betsimisaraka (Lucas, 1872)
  - Charaxes ehmckei (Homeyer & Dewitz, 1882)
  - Charaxes khaldeni Homeyer et Dewitz, 1882
  - Charaxes mafugensis (Jackson, 1957)
  - Charaxes zoolina (Westwood, 1850)

Sous-genre non décrit
- Groupe nichetes
  - Charaxes nichetes Grose-Smith, 1883

Incertae sedis:
- Charaxes andara (Ward, 1873)
- Charaxes andrefana (Viette, 1977)
- Charaxes lydiae Holland, 1917

Species-level status debated:
- Charaxes lecerfi Lathy, 1925

Other names:
- Charaxes alpinus (van Someren et Jackson, 1957)
- Charaxes amandae (Rydon, 1988)
- Charaxes bubastis (Schultz, 1916)
- Charaxes brainei (van Son, 1966)
- Charaxes catochrous (Staudinger, 1896)
- Charaxes chanleri (Holland, 1895)
- Charaxes chittyi (Rydon, 1980)
- Charaxes dreuxi (Bouche et Minig, 1977)
- Charaxes dubiosus (Röber, 1936)
- Charaxes dunkeli (Röber, 1939)
- Charaxes figinii (Storace, 1948)
- Charaxes larseni Rydon, 1982
- Charaxes nyikensis van Someren, 1966.
- Charaxes pseudophaeus (van Someren, 1957)
- Charaxes subrubidus (van Someren, 1972)